# Belvis
Belvis  (en occitan Belvís qui signifie en français "belle vue"est une commune française, située dans le sud-ouest du département de l’Aude en région Occitanie.
Sur le plan historique et culturel, la commune fait partie du Pays de Sault, un plateau situé entre 990 et 1310 mètres d'altitude fortement boisé. Exposée à un climat de montagne, elle est drainée par le Blau, le ruisseau du Rébounédou et par divers autres petits cours d'eau. La commune possède un patrimoine naturel remarquable : deux sites Natura 2000 (le « pays de Sault » et le « bassin du Rebenty ») et quatre zones naturelles d'intérêt écologique, faunistique et floristique.
Belvis est une commune rurale qui compte 162 habitants en 2022, après avoir connu un pic de population de 887 habitants en 1806. Ses habitants sont appelés les Belvisois ou  Belvisoises.

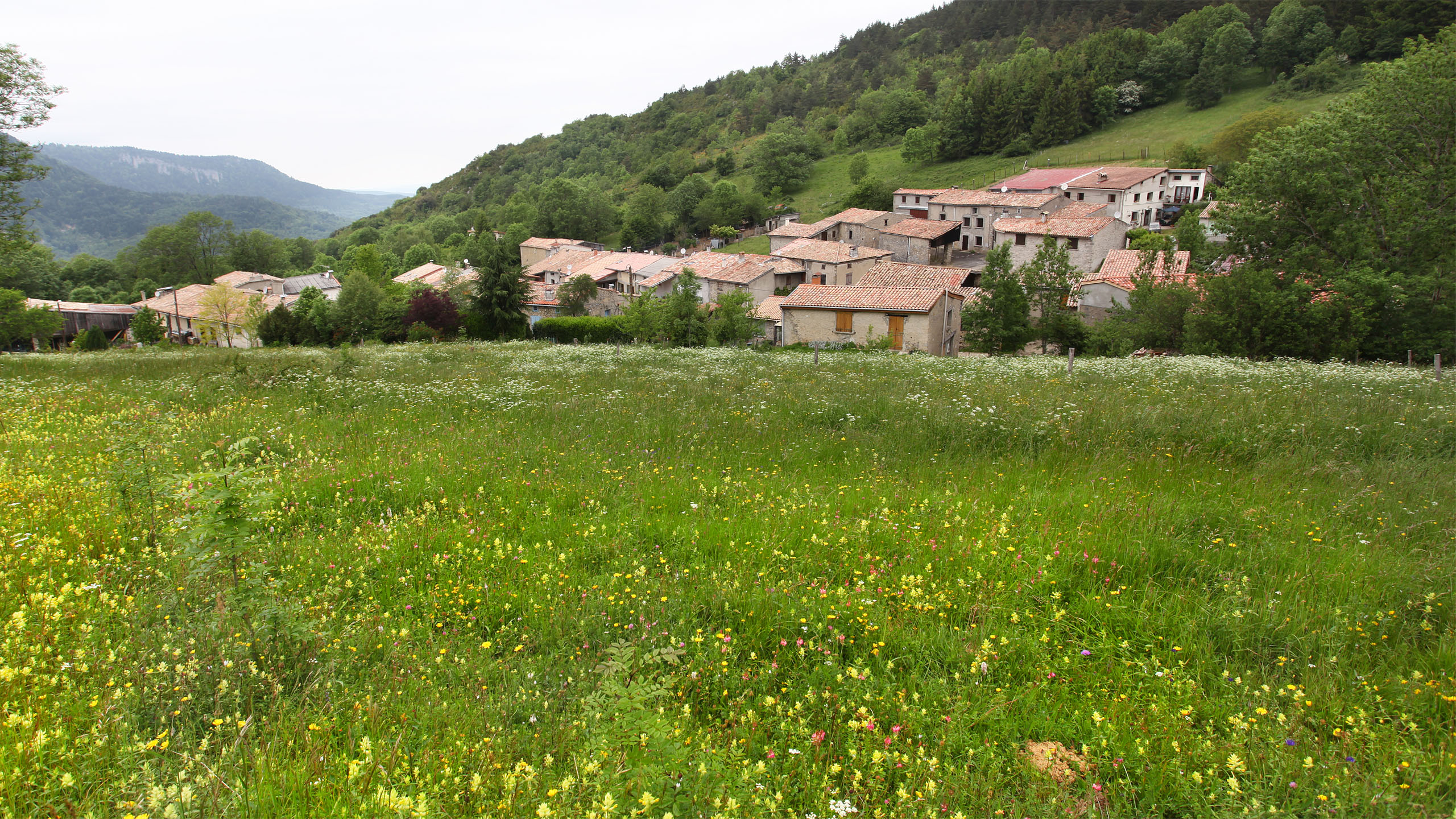
Hameau de la Malayrède.

Le patrimoine architectural de la commune comprend un immeuble protégé au titre des monuments historiques : la grotte de la Cauna, inscrite en 1989.

## Géographie

### Accès
La route départementale 613 constitue le principal accès de la commune, entre Belfort-sur-Rebenty et Coudons. Le village est desservi par la RD 222 et le nord de la commune par la RD 422.

### Localisation
La commune est située dans le pays de Sault. Située à 935 mètres d'altitude, elle s'étend sur 2361 hectares.

### Communes limitrophes
| Puivert             | Nébias |                  |
| Espezel             | Belvis | Coudons          |
| Belfort-sur-Rebenty | Joucou | Quirbajou, Marsa |

### Géologie et relief
Belvis se situe en zone de sismicité 3 (sismicité modérée).

### Hydrographie
La commune est pour partie dans le bassin de la Garonne, au sein du bassin hydrographique Adour-Garonne, et pour partie dans la région hydrographique « Côtiers méditerranéens », au sein du bassin hydrographique Rhône-Méditerranée-Corse. Elle est drainée par le Blau, le ruisseau du Rébounédou, le ruisseau de Cussou, le ruisseau de Fontmajou, le ruisseau de la Gaychère, le ruisseau de la Rabasse, le ruisseau du Pas de Joucou et par un petit cours d'eau, constituant un réseau hydrographique de 10 km de longueur totale,.
Le Blau, d'une longueur totale de 16,18 km, prend sa source dans la commune et s'écoule vers le nord. Il traverse la commune et se jette dans l'Hers-Vif à Chalabre, après avoir traversé 4 communes.

### Climat
Pour des articles plus généraux, voir Climat de l'Occitanie et Climat de l'Aude.
En 2010, le climat de la commune est de type climat des marges montargnardes, selon une étude s'appuyant sur une série de données couvrant la période 1971-2000. En 2020, Météo-France publie une typologie des climats de la France métropolitaine dans laquelle la commune est exposée à un climat de montagne ou de marges de montagne et est dans la région climatique Pyrénées orientales, caractérisée par une faible pluviométrie, un très bon ensoleillement (2 600 h/an), un air sec, particulièrement en hiver et peu de brouillards.
Pour la période 1971-2000, la température annuelle moyenne est de 9,8 °C, avec  une amplitude thermique annuelle de 14,7 °C. Le cumul annuel moyen de précipitations est de 987 mm, avec 10,1 jours de précipitations en janvier et 6,4 jours en juillet. Pour la période 1991-2020 la température moyenne annuelle observée sur la station météorologique la plus proche, située sur la commune de Belcaire à 10 km à vol d'oiseau, est de 9,8 °C et le cumul annuel moyen de précipitations est de 1 032,4 mm,. Pour l'avenir, les paramètres climatiques de la commune estimés pour 2050 selon différents scénarios d’émission de gaz à effet de serre sont consultables sur un site dédié publié par Météo-France en novembre 2022.

### Milieux naturels et biodiversité

#### Réseau Natura 2000

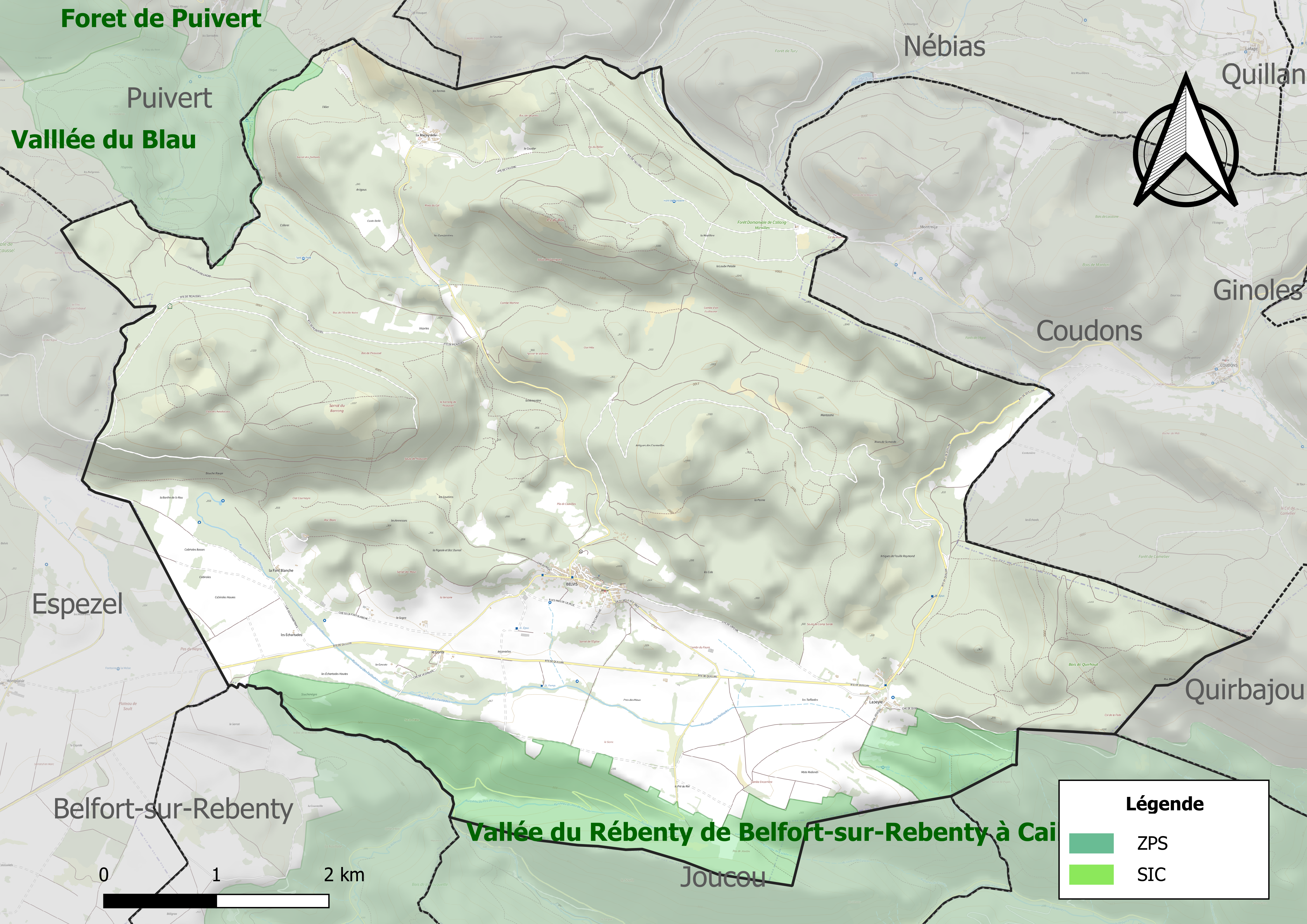
Site Natura 2000 sur le territoire communal.

Le réseau Natura 2000 est un réseau écologique européen de sites naturels d'intérêt écologique élaboré à partir des directives habitats et oiseaux, constitué de zones spéciales de conservation (ZSC) et de zones de protection spéciale (ZPS). Un site Natura 2000 a été défini sur la commune au titre de la directive habitats :
- le « bassin du Rebenty », d'une superficie de 8 567 ha, qui offre une palette d'habitats naturels sur une grande gamme altitudinale et climatique et sur des substrats variés (calcaires, marnes, schistes). En particulier, on y rencontre de belles pinèdes de pins à crochets sur sol acide. La rivière héberge des espèces aquatiques (Chabot commun et Barbeau méridional, Écrevisse à pattes blanches) et mammifères (Desman des Pyrénées)[15]

et un au titre de la directive oiseaux : 
- le « pays de Sault », d'une superficie de 71 499 ha, présentant une grande diversité d'habitats pour les oiseaux. On y rencontre donc aussi bien les diverses espèces de rapaces rupestres, en particulier les vautours dont les populations sont en augmentation, que les passereaux des milieux ouverts (bruant ortolan, alouette lulu) et des espèces forestières comme le pic noir[16].

#### Zones naturelles d'intérêt écologique, faunistique et floristique
L’inventaire des zones naturelles d'intérêt écologique, faunistique et floristique (ZNIEFF) a pour objectif de réaliser une couverture des zones les plus intéressantes sur le plan écologique, essentiellement dans la perspective d’améliorer la connaissance du patrimoine naturel national et de fournir aux différents décideurs un outil d’aide à la prise en compte de l’environnement dans l’aménagement du territoire. Deux ZNIEFF de type 1 sont recensées sur la commune : la « vallée du Rébenty de Belfort-sur-Rebenty à Cailla » (3 553 ha), couvrant 10 communes du département, et 
la « valllée du Blau » (157 ha), couvrant 2 communes du département et deux ZNIEFF de type 2, : 
- le « grand plateau de Sault » (17 962 ha), couvrant 21 communes dont 3 dans l'Ariège et 18 dans l'Aude[20] ;
- la « vallée du Rébenty » (5 661 ha), couvrant 14 communes du département[21].

Carte des ZNIEFF de type 1 et 2 à Belvis.
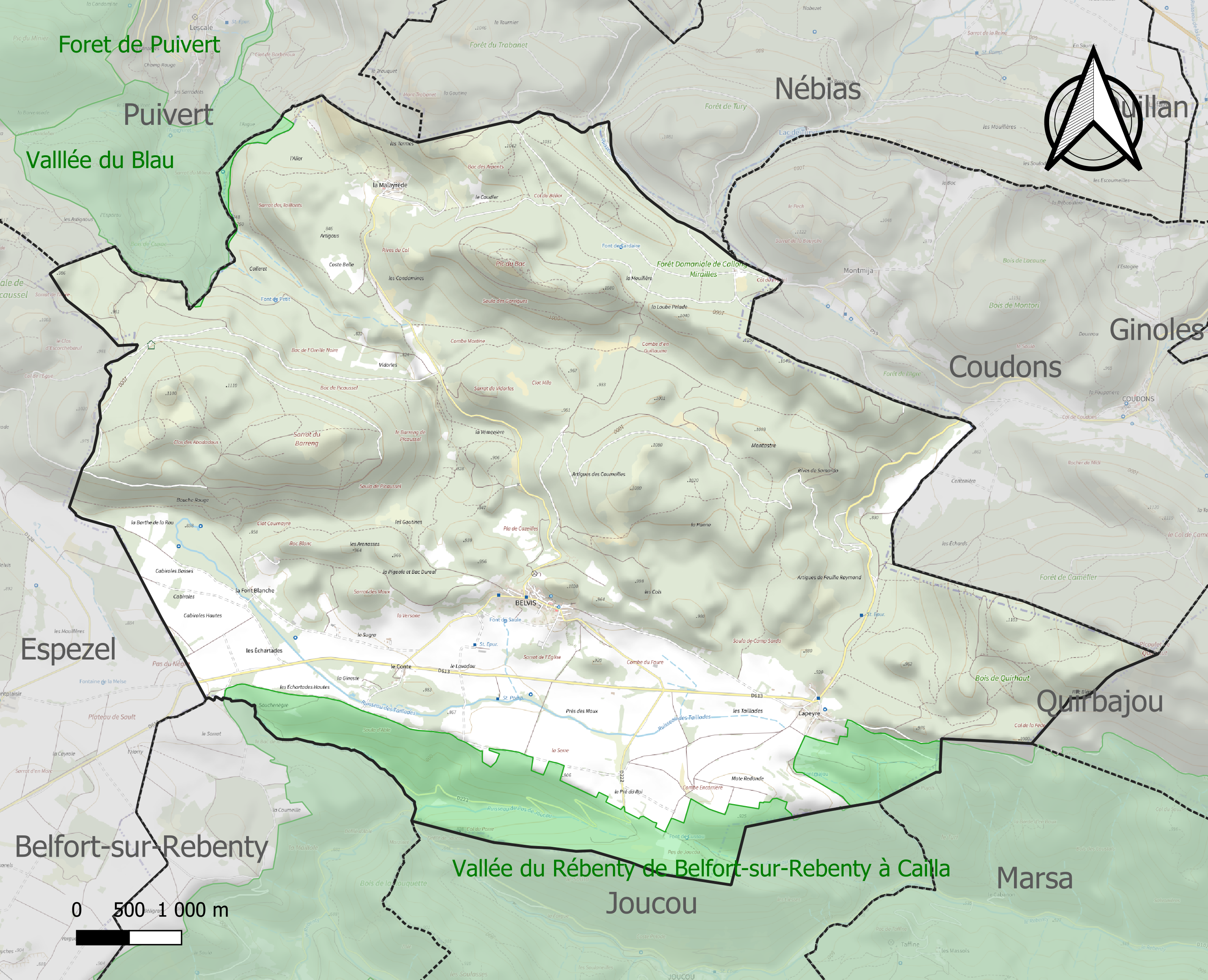
Carte des ZNIEFF de type 1 sur la commune.
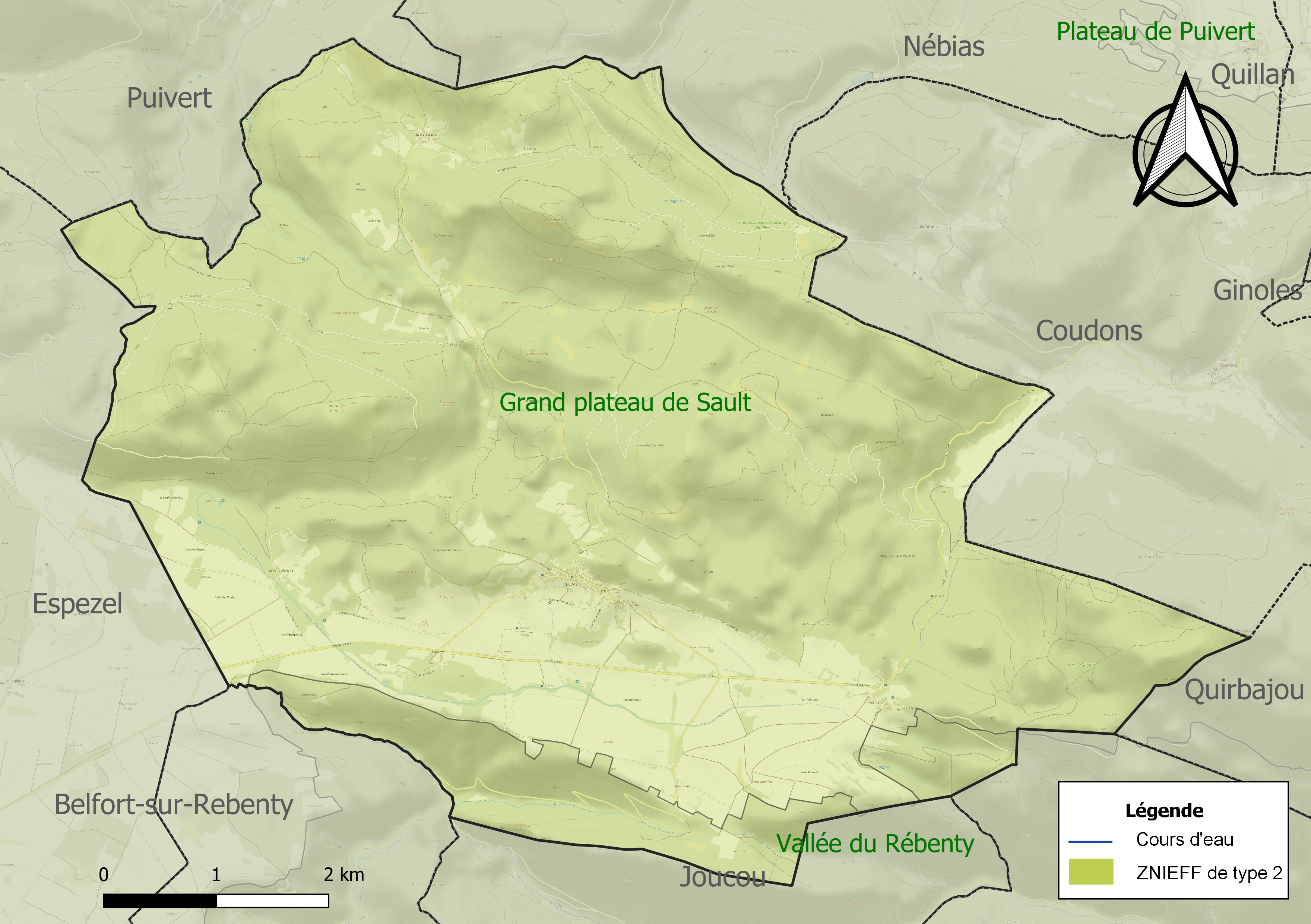
Carte des ZNIEFF de type 2 sur la commune.

## Urbanisme

### Typologie
Au 1er janvier 2024, Belvis est catégorisée commune rurale à habitat dispersé, selon la nouvelle grille communale de densité à 7 niveaux définie par l'Insee en 2022.
Elle est située hors unité urbaine et hors attraction des villes,.

### Occupation des sols
L'occupation des sols de la commune, telle qu'elle ressort de la base de données européenne d’occupation biophysique des sols Corine Land Cover (CLC), est marquée par l'importance des forêts et milieux semi-naturels (75,7 % en 2018), une proportion identique à celle de 1990 (75,7 %). La répartition détaillée en 2018 est la suivante : 
forêts (75,7 %), zones agricoles hétérogènes (15,7 %), prairies (8,5 %), terres arables (0,1 %). L'évolution de l’occupation des sols de la commune et de ses infrastructures peut être observée sur les différentes représentations cartographiques du territoire : la carte de Cassini (XVIIIe siècle), la carte d'état-major (1820-1866) et les cartes ou photos aériennes de l'IGN pour la période actuelle (1950 à aujourd'hui).

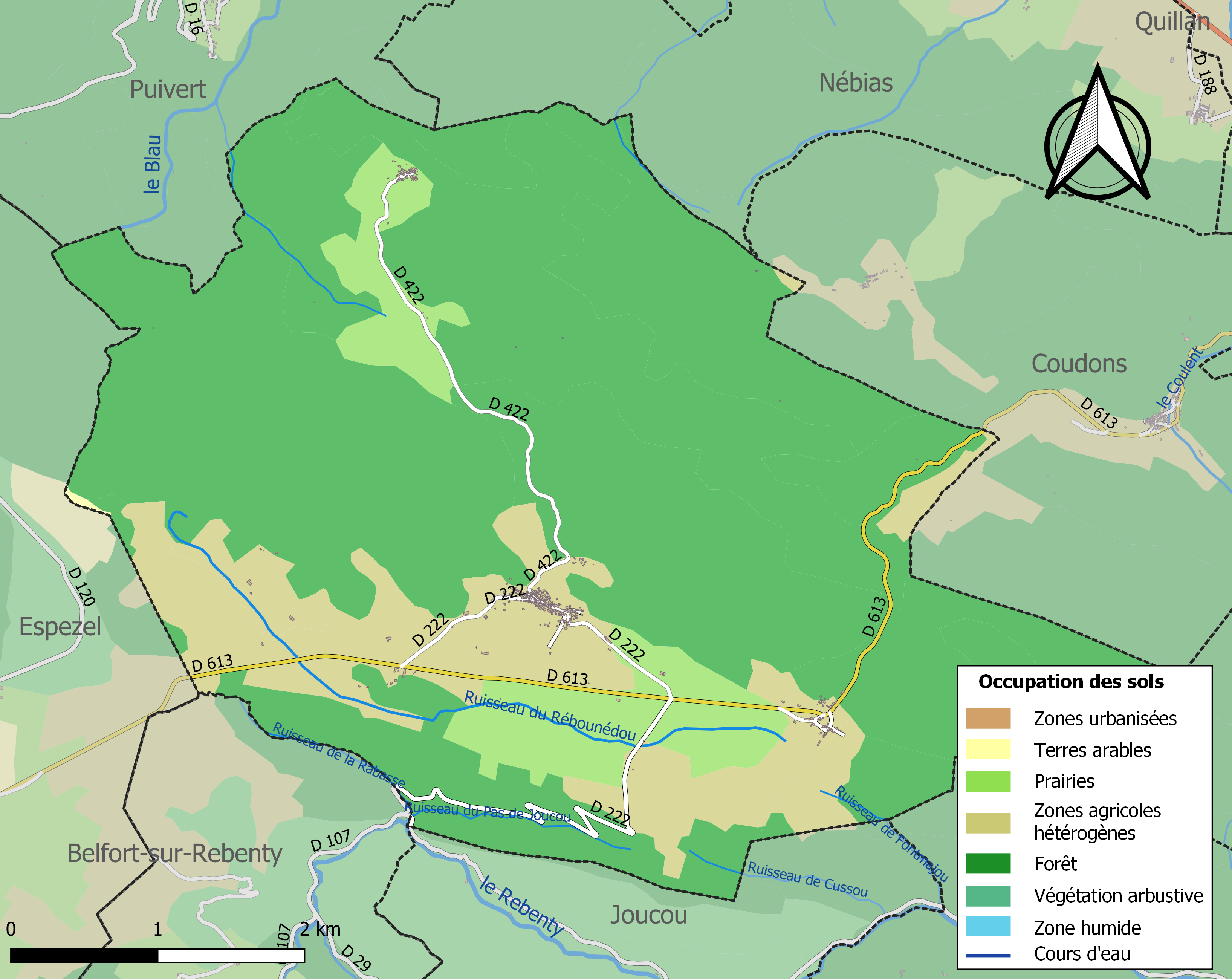
Carte des infrastructures et de l'occupation des sols de la commune en 2018 (CLC).

### Risques majeurs
Le territoire de la commune de Belvis est vulnérable à différents aléas naturels : météorologiques (tempête, orage, neige, grand froid, canicule ou sécheresse) et séisme (sismicité modérée). Un site publié par le BRGM permet d'évaluer simplement et rapidement les risques d'un bien localisé soit par son adresse soit par le numéro de sa parcelle.

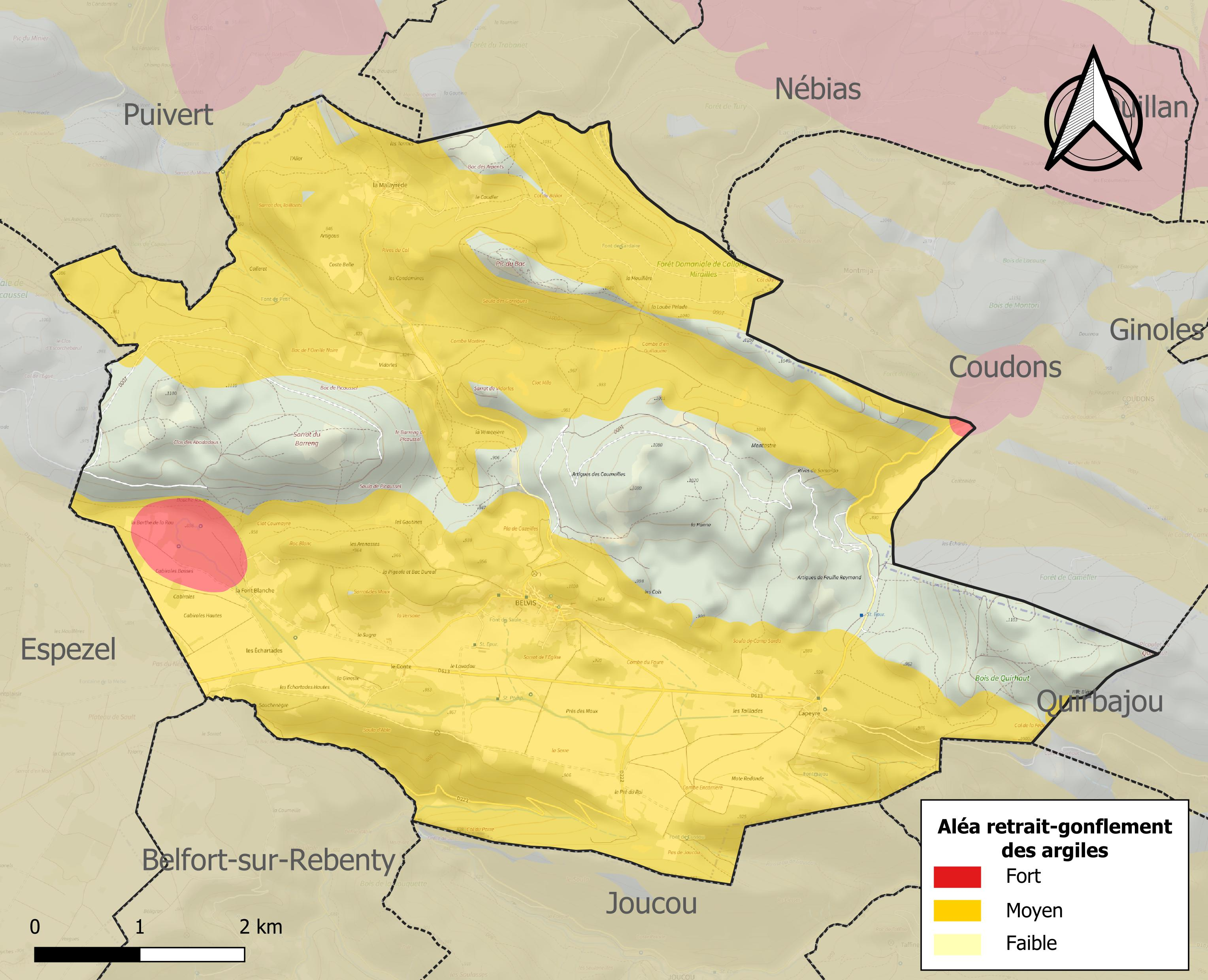
Carte des zones d'aléa retrait-gonflement des sols argileux de Belvis.

Le retrait-gonflement des sols argileux est susceptible d'engendrer des dommages importants aux bâtiments en cas d’alternance de périodes de sécheresse et de pluie. 72,8 % de la superficie communale est en aléa moyen ou fort (75,2 % au niveau départemental et 48,5 % au niveau national). Sur les 234 bâtiments dénombrés sur la commune en 2019, 234 sont en aléa moyen ou fort, soit 100 %, à comparer aux 94 % au niveau départemental et 54 % au niveau national. Une cartographie de l'exposition du territoire national au retrait gonflement des sols argileux est disponible sur le site du BRGM,.

## Histoire

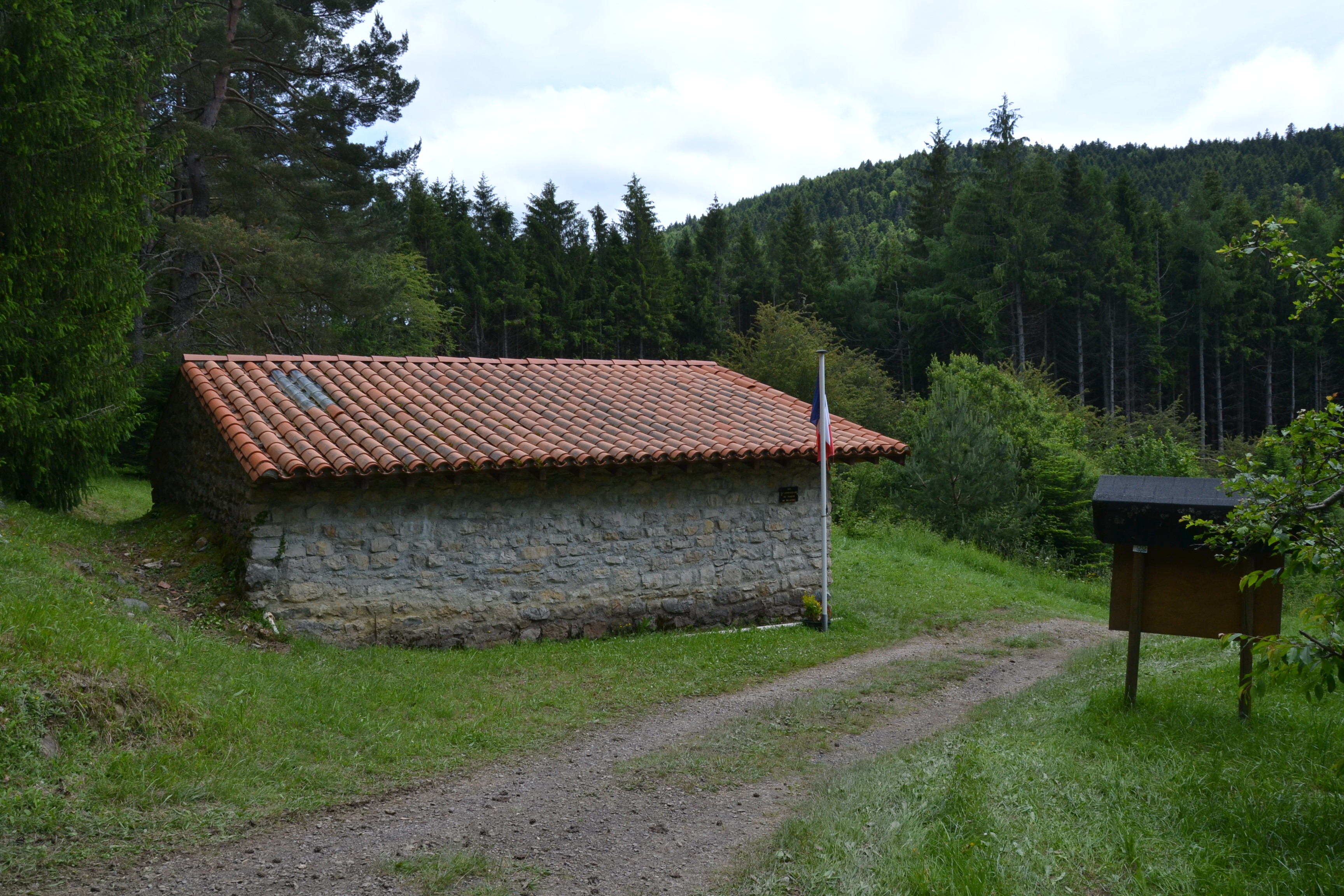
L'ancien poste de commandement du maquis, devenu mémorial.

L'histoire de la commune remonte à 33 000 ans en arrière puisque la grotte de la Cauna était occupée par des chasseurs cueilleurs.
La Bastide de Belvis, en Pays de Sault, est citée en 1277 dans les archives de l'archevêché de Narbonne.
En 1310, la famille de Nègre, originaire d'Espagne où elle avait acquis son nom en participant à la Reconquista, achète le château surplombant le défilé de Joucou et le Rébenty (en limite sud de la commune). Le seigneur d'Able était donc avant tout un homme d'armes, à la tête d'un corps de troupe, vraisemblablement des arbalétriers. Le château d'Able résista à toutes les invasions espagnoles, mais il fut pris par Jean de Lévis, chef des calvinistes, en 1572 et fut incendié comme tous ceux qui tombèrent entre les mains des Huguenots.
De mars 1943 à août 1944, le maquis de Picaussel jouera un rôle déterminant dans la libération de l'Aude le 25 août 1944. Son poste de commandement, devenu un mémorial et accessible par un chemin balisé, a été établi au nord-ouest de la commune dans la forêt de Picaussel alors moins dense qu'aujourd'hui.

## Politique et administration

### Découpage territorial
La commune de Belvis est membre de la communauté de communes des Pyrénées audoises , un établissement public de coopération intercommunale (EPCI) à fiscalité propre créé le 30 mai 2013 dont le siège est à Quillan. Ce dernier est par ailleurs membre d'autres groupements intercommunaux.
Sur le plan administratif, elle est rattachée à l'arrondissement de Limoux, au département de l'Aude, en tant que circonscription administrative de l'État, et à la région Occitanie.
Sur le plan électoral, elle dépend du canton de la Haute-Vallée de l'Aude pour l'élection des conseillers départementaux, depuis le redécoupage cantonal de 2014 entré en vigueur en 2015, et de la troisième circonscription de l'Aude  pour les élections législatives, depuis le redécoupage électoral de 1986.

### Liste des maires
| Période | Période  | Identité           | Étiquette | Qualité |
| ------- | -------- | ------------------ | --------- | ------- |
| 1878    | 1904     | Guillaume CRESTIA  |           |         |
| 1904    | 1908     | Baptiste CRESTIA   |           |         |
| 1908    | 1919     | Joseph MALAPERT    |           |         |
| 1919    | 1923     | Etienne BONNEL     |           |         |
| 1923    | 1935     | Antoine CRESTIA    |           |         |
| 1935    | 1937     | Léon ROLLAND       |           |         |
| 1937    | 1945     | Antoine FARGUES    |           |         |
| 1945    | 1965     | Léon SICRE         |           |         |
| 1965    | 1978     | Henri CRESTIA      |           |         |
| 1978    | 1983     | Emile SICRE        |           |         |
| 1983    | 1983     | Georges CHALULEAU  |           |         |
| 1983    | 1995     | Septime MARIN      |           |         |
| 1995    | 2007     | Georges BERTHUEL   |           |         |
| 2007    | 2014     | Jean-Claude DRUGY  |           |         |
| 2014    | 2020     | Jean Michel MICHEZ |           |         |
| 2020    | En cours | Georges RAMON      |           |         |

## Démographie
L'évolution du nombre d'habitants est connue à travers les recensements de la population effectués dans la commune depuis 1793. Pour les communes de moins de 10 000 habitants, une enquête de recensement portant sur toute la population est réalisée tous les cinq ans, les populations de référence des années intermédiaires étant quant à elles estimées par interpolation ou extrapolation. Pour la commune, le premier recensement exhaustif entrant dans le cadre du nouveau dispositif a été réalisé en 2008.

En 2022, la commune comptait 162 habitants, en évolution de +3,18 % par rapport à 2016 (Aude : +2,65 %, France hors Mayotte : +2,11 %).
| 1793 | 1800 | 1806 | 1821 | 1831 | 1836 | 1846 | 1851 | 1856 |
| ---- | ---- | ---- | ---- | ---- | ---- | ---- | ---- | ---- |
| 651  | 671  | 887  | 772  | 832  | 840  | 804  | 771  | 631  |

| 1861 | 1866 | 1872 | 1876 | 1881 | 1886 | 1891 | 1896 | 1901 |
| ---- | ---- | ---- | ---- | ---- | ---- | ---- | ---- | ---- |
| 699  | 774  | 802  | 649  | 557  | 611  | 578  | 590  | 554  |

| 1906 | 1911 | 1921 | 1926 | 1931 | 1936 | 1946 | 1954 | 1962 |
| ---- | ---- | ---- | ---- | ---- | ---- | ---- | ---- | ---- |
| 550  | 541  | 451  | 420  | 408  | 375  | 377  | 334  | 264  |

| 1968 | 1975 | 1982 | 1990 | 1999 | 2006 | 2008 | 2013 | 2018 |
| ---- | ---- | ---- | ---- | ---- | ---- | ---- | ---- | ---- |
| 245  | 187  | 166  | 153  | 169  | 177  | 179  | 160  | 163  |

| 2022 | - | - | - | - | - | - | - | - |
| ---- | - | - | - | - | - | - | - | - |
| 162  | - | - | - | - | - | - | - | - |

## Économie

### Revenus
En 2018  (données Insee publiées en septembre 2021), la commune compte 100 ménages fiscaux, regroupant 163 personnes. La médiane du revenu disponible par unité de consommation est de 16 380 € (19 240 € dans le département).

### Emploi
| Division       | 2008   | 2013   | 2018   |
| -------------- | ------ | ------ | ------ |
| Commune        | 8,3 %  | 11,9 % | 18,5 % |
| Département    | 10,2 % | 12,8 % | 12,6 % |
| France entière | 8,3 %  | 10 %   | 10 %   |

En 2018, la population âgée de 15 à 64 ans s'élève à 92 personnes, parmi lesquelles on compte 70,7 % d'actifs (52,2 % ayant un emploi et 18,5 % de chômeurs) et 29,3 % d'inactifs,. En  2018, le taux de chômage communal (au sens du recensement) des 15-64 ans est supérieur à celui de la France et du département, alors qu'il était inférieur à celui du département en 2008.
La commune est hors attraction des villes,. Elle compte 21 emplois en 2018, contre 44 en 2013 et 40 en 2008. Le nombre d'actifs ayant un emploi résidant dans la commune est de 49, soit un indicateur de concentration d'emploi de 42,7 % et un taux d'activité parmi les 15 ans ou plus de 45,9 %.
Sur ces 49 actifs de 15 ans ou plus ayant un emploi, 19 travaillent dans la commune, soit 39 % des habitants. Pour se rendre au travail, 81,6 % des habitants utilisent un véhicule personnel ou de fonction à quatre roues, 6,1 % s'y rendent en deux-roues, à vélo ou à pied et 12,2 % n'ont pas besoin de transport (travail au domicile).

### Activités hors agriculture
18 établissements sont implantés  à Belvis au 31 décembre 2019.
Le secteur des autres activités de services est prépondérant sur la commune puisqu'il représente 33,3 % du nombre total d'établissements de la commune (6 sur les 18 entreprises implantées  à Belvis), contre 8,8 % au niveau départemental.

### Agriculture
La commune fait partie de la petite région agricole dénommée « Pays de Sault ». En 2010, l'orientation technico-économique de l'agriculture  sur la commune est l'élevage de bovins pour la viande.
|                                   | 1988 | 2000 | 2010 |
| --------------------------------- | ---- | ---- | ---- |
| Exploitations                     | 19   | 11   | 12   |
| Superficie agricole utilisée (ha) | 485  | 434  | 490  |

Le nombre d'exploitations agricoles en activité et ayant leur siège dans la commune est passé de 19 lors du recensement agricole de 1988 à 11 en 2000 puis à 12 en 2010, soit une baisse de 37 % en 22 ans. Le même mouvement est observé à l'échelle du département qui a perdu pendant cette période 52 % de ses exploitations. La surface agricole utilisée sur la commune a quant à elle augmenté, passant de 485 ha en 1988 à 490 ha en 2010. Parallèlement la surface agricole utilisée moyenne par exploitation a augmenté, passant de 26 à 41 ha.

## Culture locale et patrimoine

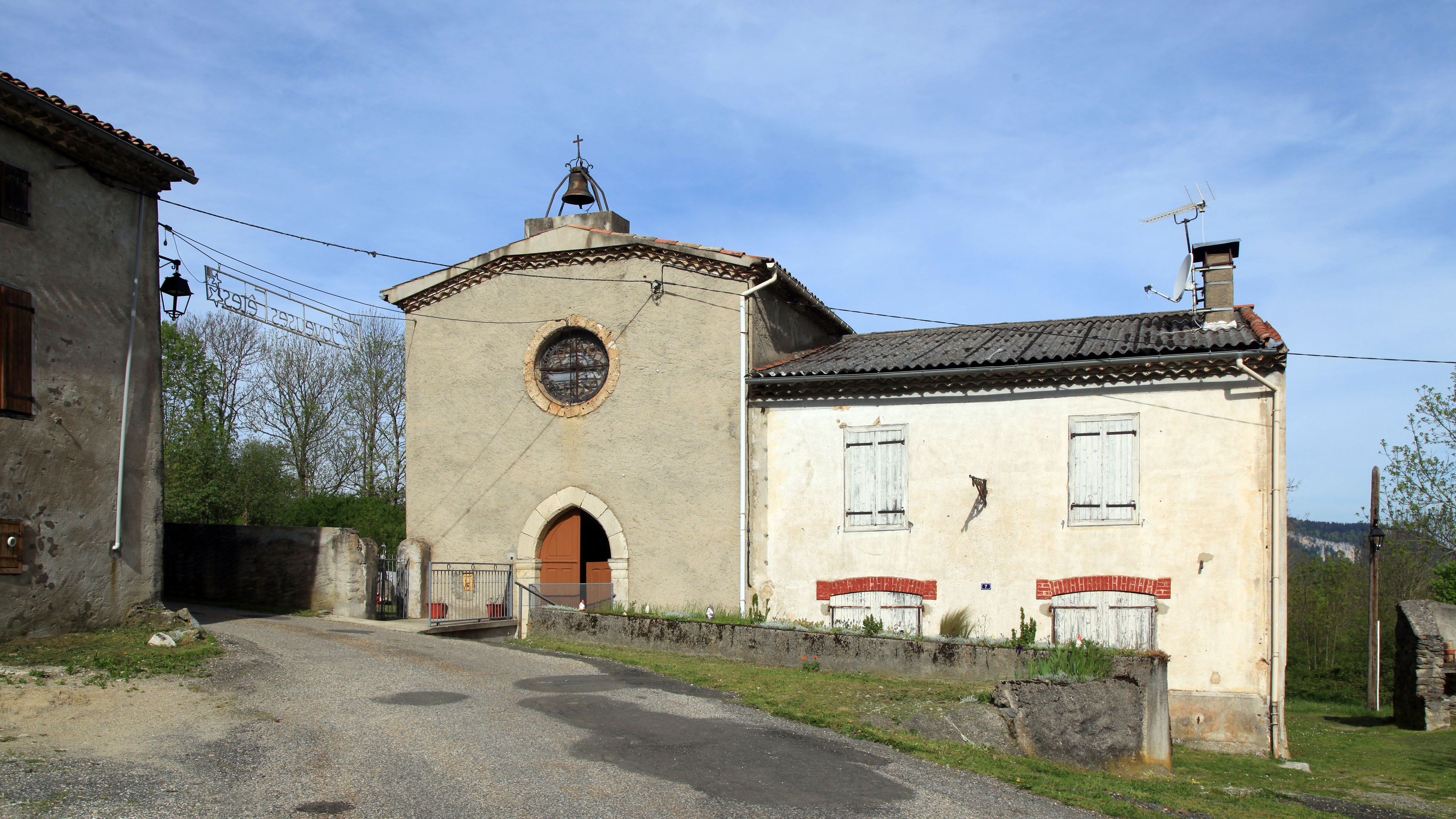
Église de la Malayrède

### Lieux et monuments
- Grotte de la Cauna.
- Ruines du château des Nègre d'Able.
- L'église Saint-Étienne de Belvis contient un monumental autel à l'histoire singulière[40].
- Église Sainte-Catherine de la Malayrède.
- Fresque historique géante de Bernard Romain  à l'entrée du village. Allégorie sur l'histoire du catharisme dans l'Aude[41].

### Personnalités liées à la commune
- Pierre Moulis (1872-1948), prêtre historiographe du pays de Sault, Résistant, curé de la paroisse. Son buste en bronze, réalisé par Bernard Romain, est présent à l'extérieur de l'église depuis 2022[42].
- John Dillistone, organiste anglais et membre du Collège Royal, habite la commune de Belvis. Il y reçoit régulièrement ses étudiants en calligraphie, dessins et peinture de l'université de Cambridge pour qu'ils découvrent la beauté des sites et la peignent. John Dillistone donne chaque année un concert d'orgue sur l'instrument de Quillan (orgue avec des tuyaux en chamade). En août 2016, il a été invité à produire ses œuvres accompagné de celles de ses fils Clive et Tim à l'office du tourisme de Quillan.
- Georges Chaluleau, journaliste, écrivain, auteur, et ancien maire de la commune.

### Héraldique
| Belvis | Son blasonnement est : Écartelé d’argent et de sable à la croix brochant de l’un en l’autre. |